# Province ecclésiastique de Poitiers
La province ecclésiastique de Poitiers est une des quinze provinces ecclésiastiques de l'Église catholique en France et fait partie des nouvelles provinces ecclésiastiques françaises érigées par décret du 8 décembre 2002.
Elle correspond au nord de la région Nouvelle-Aquitaine (ex-Poitou-Charentes et Limousin), et regroupe les diocèses suivants : 
- Archidiocèse de Poitiers (archevêché métropolitain)
- Diocèse d'Angoulême
- Diocèse de La Rochelle et Saintes
- Diocèse de Limoges
- Diocèse de Tulle